# Bitva u Tannenbergu
Bitva u Tannenbergu bylo střetnutí ruské a německé armády, které se odehrálo za první světové války ve dnech 23. až 31. srpna 1914 v blízkosti vesnice Tannenberg, ležícím ve Východním Prusku (dnes vesnice Stebark na území Polska).

## Události před bitvou

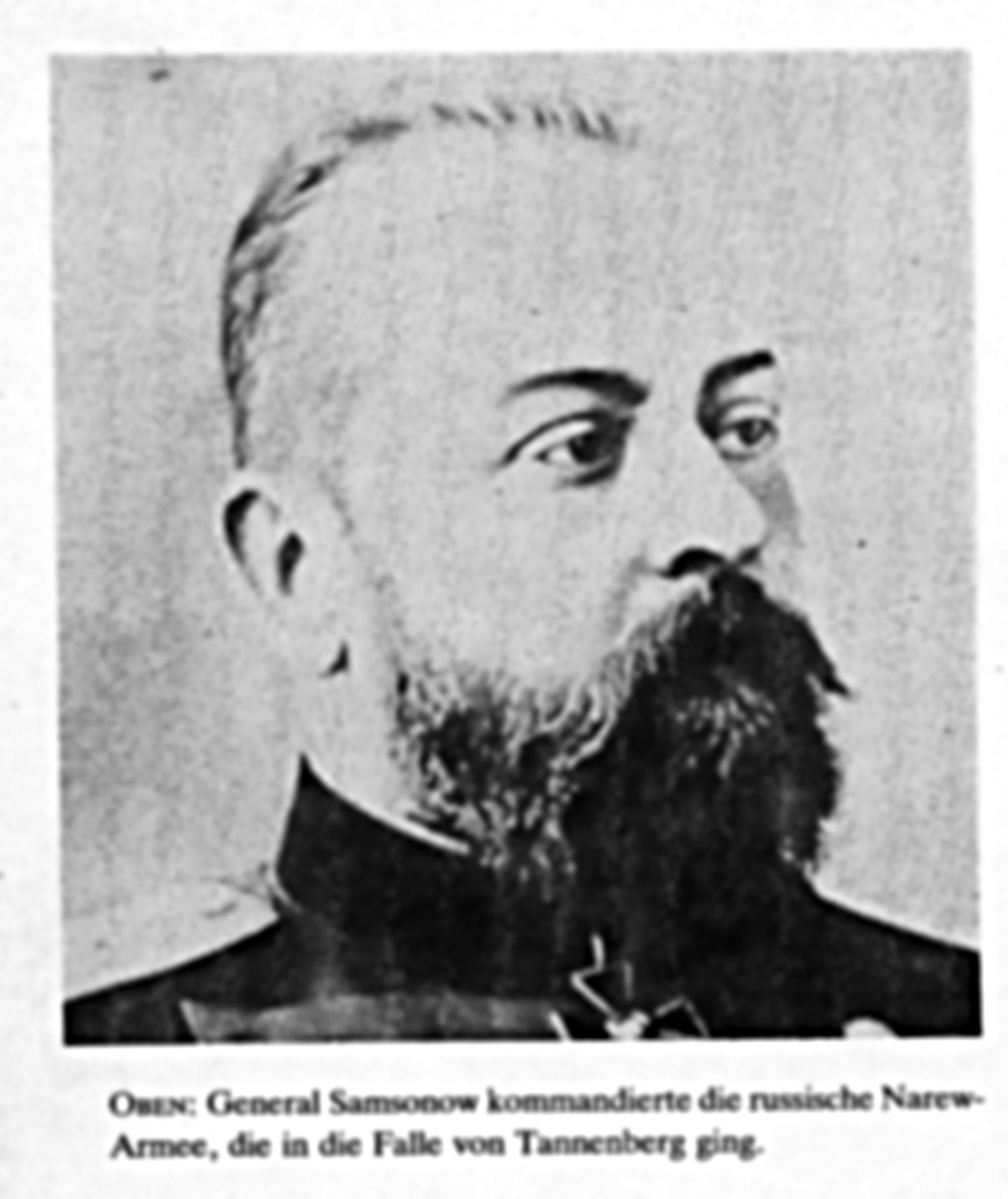
Generál Samsonov

13. srpna 1914 vydal velitel ruského severozápadního frontu generál Jakov Grigorjevič Žilinskij 1. a 2. ruské armádě rozkaz, aby zahájila postup do Východního Pruska, kde měla porazit nepřítele, odříznout Královec a obsadit ústupové cesty k dolní Visle. O tři dny později dorazila ruská armáda, které velel Paul von Rennenkampf (baltský Němec), k východopruským hranicím. Jednotky ještě nebyly úplné, přísun těžké techniky a munice váznul. Ruská armáda však postupovala dál a divize překračovaly hranice v šířce 70 kilometrů. První zkoušku ohněm podstoupila 1. ruská a 8. německá armáda u Stallupönenu, těsně u hranic. Zde se utkala 2. německá pěší divize s 27. ruskou pěší divizí. Ruské armádě chybělo těžké dělostřelectvo, zatímco Němci je měli. V tomto prvním střetnutí měli Rusové ztráty 7 tisíc mrtvých, raněných a zajatých, zatímco německé ztráty činily pouze 1500 mužů.
Německá armáda se 18. srpna začala stahovat do vnitrozemí. Její velitel Maxmilián von Prittwitz nechal pro jistotu u městečka Gumbinnen jeden sbor, který později doplnil dalším. 20. srpna došlo ke střetnutí, při němž se německým vojskům nejprve podařilo téměř obklíčit 28. ruskou divizi, která byla decimována dělostřeleckými údery. Tento útok byl nařízen Gen. Mackensenem, avšak definitivně ztroskotal na kulometné palbě zakopaných ruských střeleckých jednotek. Rusové však byli posíleni o 29. divizi a vývoj bitvy u Gumbinnen se dostal do opačné situace. Večer došla do německého štábu zpráva o postupu 2. narevské armády generála Samsonova, takže německá vojska se od Gumbinnenu stáhla. 21. srpna došly zprávy o ústupu německých vojsk a o útoku ruských vojsk do německého generálního štábu. Jeho náčelník generál Moltke však neměl za tohoto stavu žádné možnosti, jak útok zastavit posílením obrany, protože jeho vojska byla zaměstnána útokem na západní frontě. Moltke údajně pouze ústně instruoval Von Prittwitze, že v případě že by mohlo dojít ke zničení 8. armády, má 8. armádu stáhnout za Vislu a Východní Prusko vydat nepříteli.
Ovšem když došla situace na frontě tak daleko, že dle něj nastala situace pro stáhnutí 8. armády a k ústupu, vzepřel se tomuto plánu podplukovník Max Hoffmann. Nejprve se snažil Prittwitze odradit od vydání rozkazu k ústupu, ale když ho Prittwitz vydal, zatelefonoval Hoffmann přímo Moltkemu do Koblence. Moltke vzteklý, že Prittwitz chce bez boje opustit bojiště, Prittwitze sesadil a s ním i jeho náčelníka štábu, generálmajora Walderse. Proto se rozhodl k jedinému schůdnému východisku – do čela 8. německé armády byl jmenován Paul von Hindenburg a náčelníkem jeho štábu se stal Erich Ludendorff. Po jejich příjezdu do Malborku si vyslechli nápad podplukovníka Hoffmanna, který navrhoval využití výhod vnitřní linie a možnosti železnice. Chtěl přisunout jako posilu jen 1. sbor Gen Francoise. Ludendorff a Hindeburg se však rozhodli pro stáhnutí i dalších dvou sborů – Belowa a Mackensena z fronty proti Rennenkampfovi a nechat proti němu jen slabou jezdeckou clonu … jedinou jezdeckou divizi. To byla základní myšlenka bitvy.
Vše záviselo na tom, jestli Rennenkampf přijde na pomoc Samsonovi. Hoffmann však oba ujistil, že Rennenkampf nepřijde … Rennenkampf se se Samsonovem nenáviděli. Původ byl v Rusko-Japonské válce v letech 1904–1905, kdy Rennenkampf dostal přísný rozkaz v případě potřeby přijít okamžitě na pomoc Samsonovi. On však rozkaz nesplnil a Samsonov utrpěl těžké ztráty. Samsonov potom napadl Rennenkampfa na nádraží v Mukdenu, kde mu pořádně rozbil ústa.

## Bitva

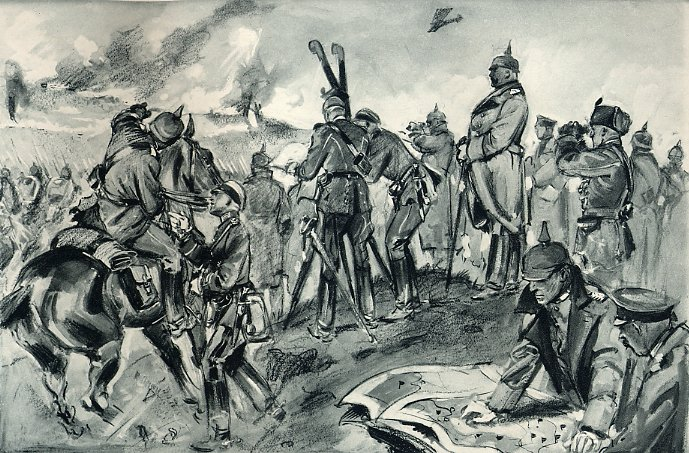
Hindenburg u Tannenbergu

K prvním bojům mezi ruskými a německými jednotkami došlo 23. srpna u Orlau. Téhož dne zasedl Samsonův štáb, který zhodnotil situaci a navrhl změnit plán, který byl schválen již dříve. Tento plán byl telegraficky odeslán veliteli severozápadního frontu Žilinskému, který ho však zamítl. Místo toho přikázal Samsonovi útočit na německé linie, které označil jako slabé. Vztahy mezi Samsonovem a Žilinským, které nefungovaly již dříve, zasahování Žilinského do Samsonových rozhodnutí a jejich změny, špatná koordinace Samsonova s ruskou armádou generála Rennenkampfa, nedostatečný průzkum a nefungující spojení poznamenaly další ruské operace. 24. srpna byl Samsonov nucen vydat rozkaz bezdrátovým telegrafem, což zachytili němečtí telegrafisté. Ten byl předán do německého štábu a Hindenburg tak věděl, co jeho protivník zamýšlí. Týž den se Samsonov dozvěděl o ústupu Němců z pozic Orlau - Lahna a přikázal 6. armádnímu sboru s jezdectvem postup k Mazurským jezerům. Samsonov si též nechal zavolat generála Filimonova a přikázal mu, aby odjel okamžitě do Volkovijsk a pokusil se vysvětlit Žilinskému, v jak kritické situaci se nachází 2. ruská armáda. Žilinskij však generála Filimonova odbyl a přikázal mu splnit rozkazy, které vydal. Generál Samsonov byl zprávou ohromen, ale nakonec byl nucen se příkazům svého nadřízeného podrobit.
Samsonovova armáda byla na příkaz Žilinského de facto rozdělena na dvě části. 26. srpna vstoupil Samsonov se svým štábem do městečka Neidenburgu. Toho dne se však rozhořely prudké boje. 1. německá divize zahájila útok na Seeben, další útoky následovaly. Ruský 15. armádní sbor táhl na Hohenstein, který obsadila bez boje jedna ruská brigáda. Za jeho levým křídlem postupovala se zpožděním 2. divize, která narazila na jižní část 20. německého sboru a byla téměř zničena dělostřeleckou palbou. Pohyb ruských jednotek vytvářel nepřehlednou situaci. 27. srpna zahájili Němci útok na Usdau, které bylo dobyto. Generál Samsonov se rozhodl opustit Neidenburg, na který Němci též zaútočili.

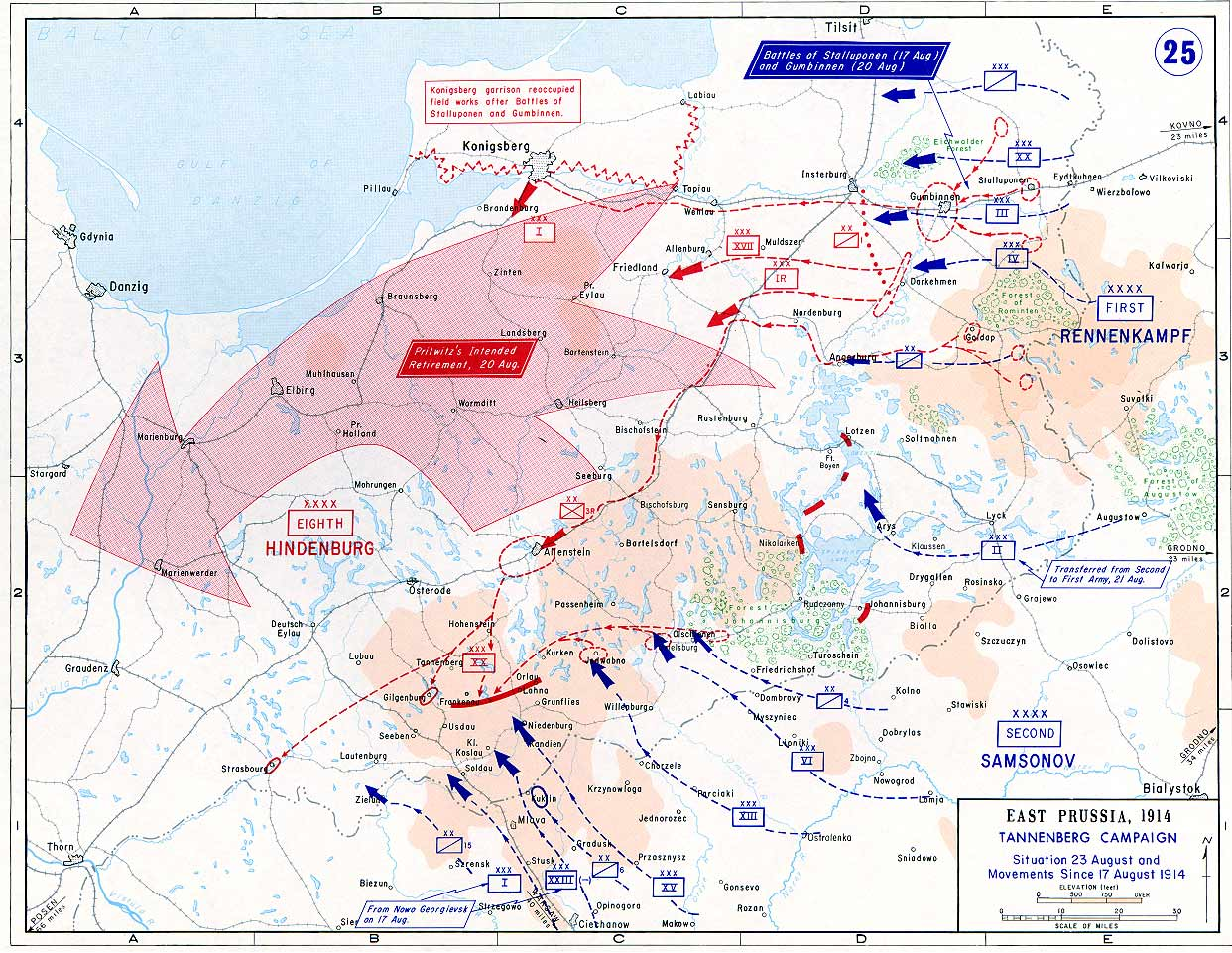
17.–23. srpna 1914
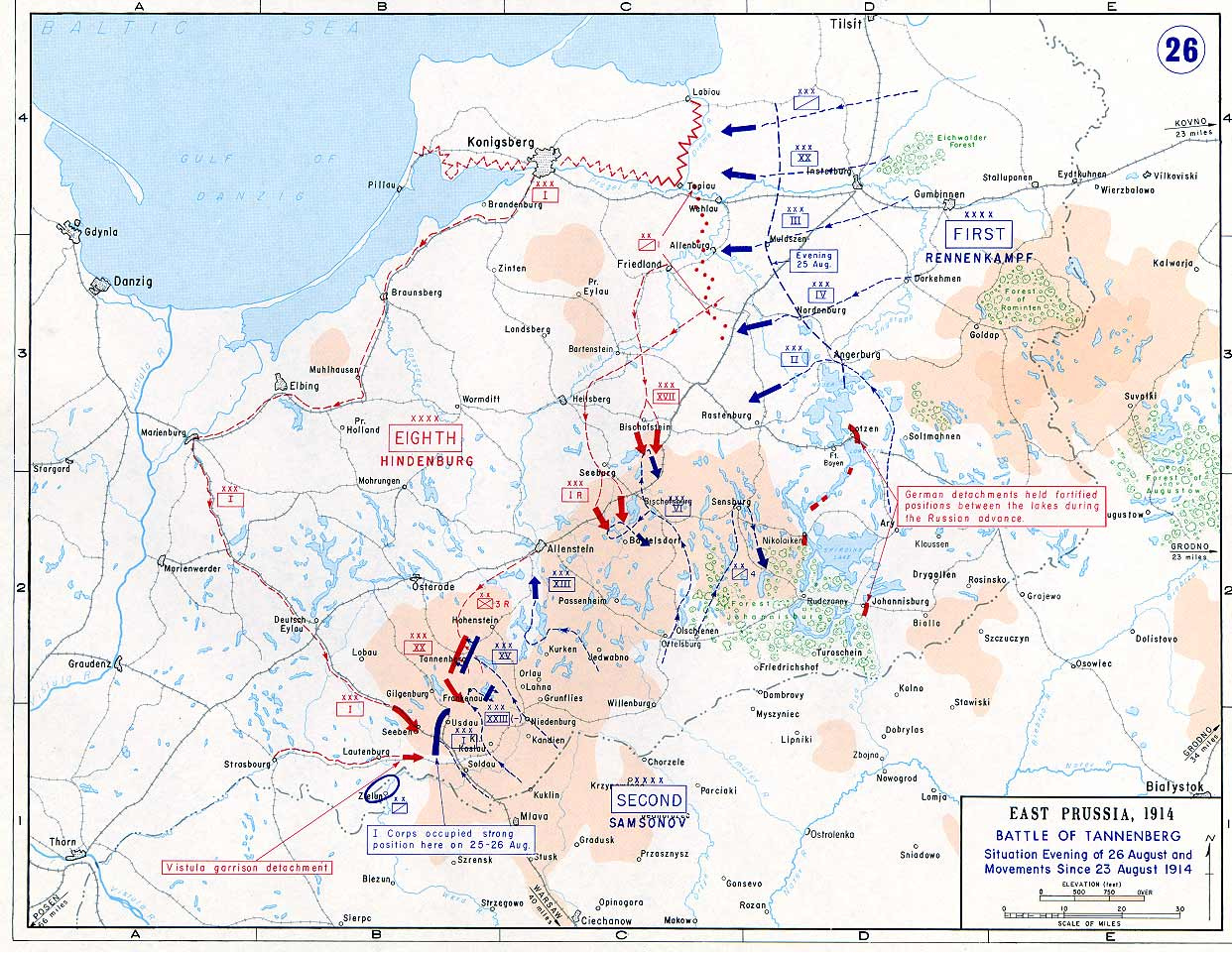
Situace 23.–26. srpna 1914
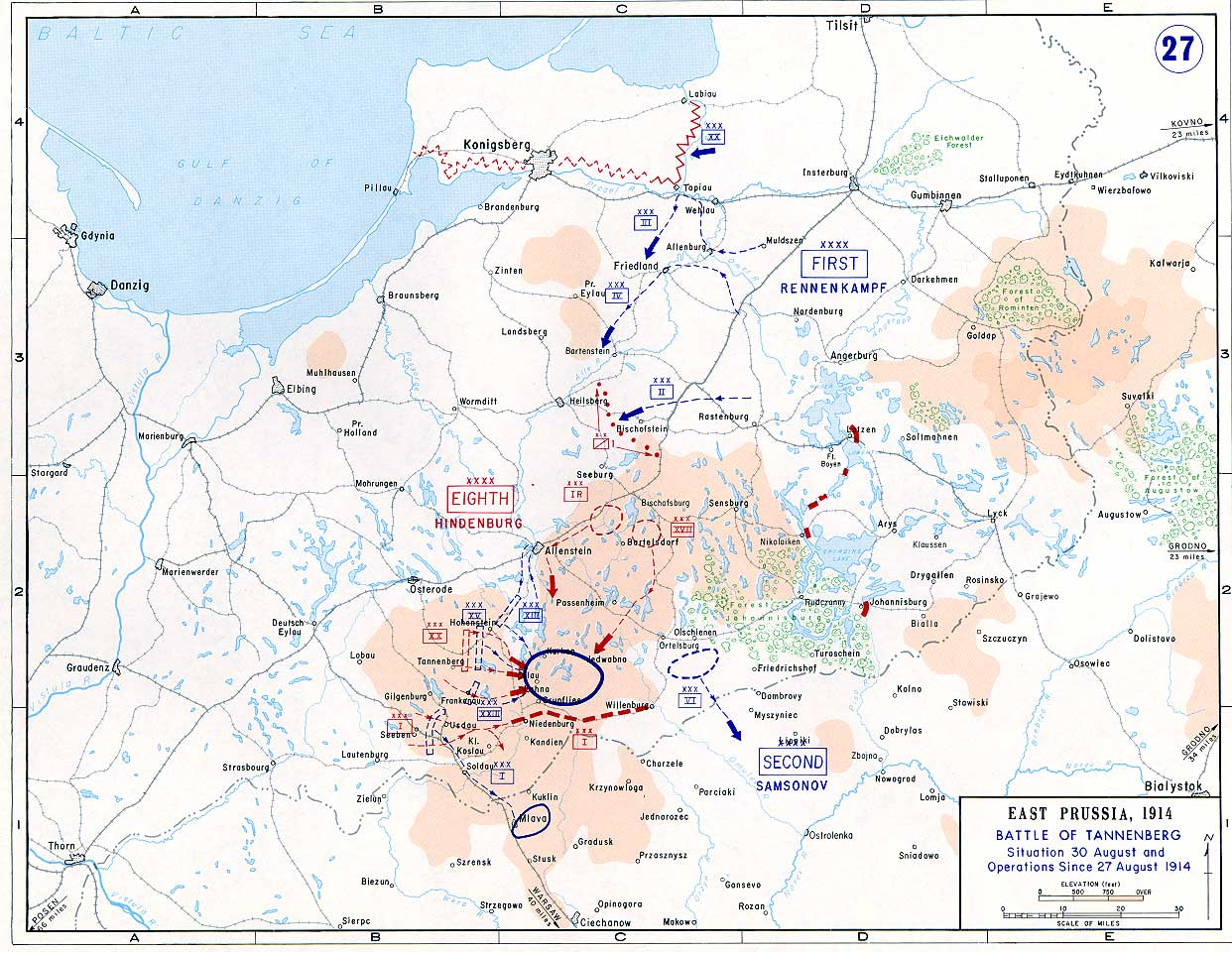
Situace 27.–30. srpna 1914

## Obklíčení

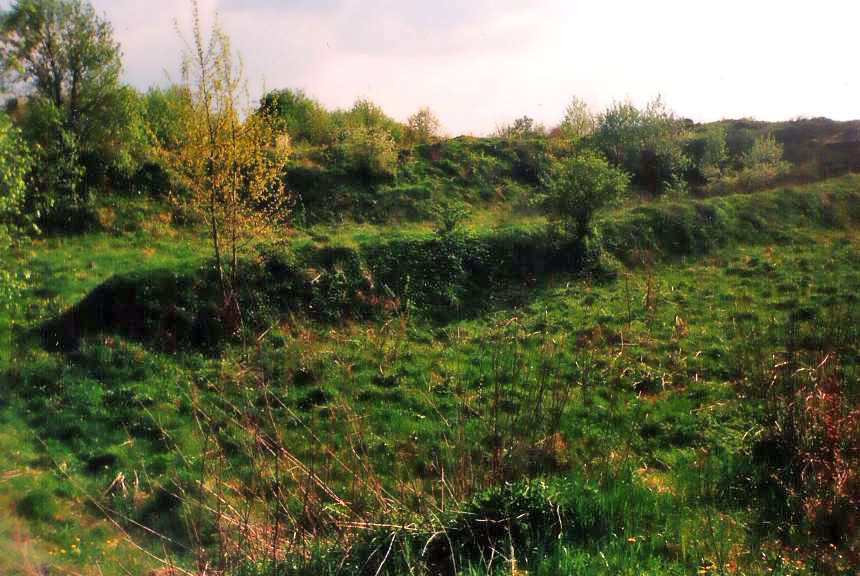
Fotka z roku 1998 nadace tannenberského památníku. Místo používal Paul von Hindenburg jako pohřebiště

28. srpna začaly další německé útoky. První z nich se odehrál u 41. divize, která měla obklíčit ruské jednotky u Waplitz. Zde však Němce překvapila ruská dělostřelba a útok pěchoty, který si vyžádal těžké ztráty. Mezitím se ruský generál Samsonov přemisťoval se svým štábem do Nadrau. Po cestě zvažoval, zda má posílit vojska generála Martose, či zahájit ústup k Janovu. Rozhodl se pokračovat k Martosově sboru, což se mu však stalo osudným. Německý armádní sbor generála Francoise postoupil směrem na Neidenburg a obsadil jedinou cestu, která vedla do Janova. Boje pokračovaly dále a německá smyčka se kolem ruské armády stále více stahovala. Situace se stávala stále více beznadějnou a Samsonov dal rozkaz k všeobecnému ústupu. Stále ještě doufal, že se Rusové mohou dostat z pasti mezi Muschakenem a Willenbergem. Sám začal za neustálého ostřelování německým dělostřelectvem se svým štábem ustupovat. Dne 29. srpna v pět hodin odpoledne dorazil Samsonův štáb do vesnice Saddek. Zde byl napaden německou palbou, takže bylo jasné, že je obklíčen. V noci se vydali lidé ze štábu v čele se Samsonovem na noční pochod, při němž však Samsonov spáchal sebevraždu. Generál Martos se ještě 29. srpna snažil prolomit německé obklíčení, ovšem byl zajat stejně jako jiný ruský generál Klujev. 30. srpna již probíhal poslední odpor. Generál Sirelius ještě stačil obsadit hořící Neidenburg, který však záhy opustil. Jeho vojska se ještě 31. srpna v časných ranních hodinách pokoušela probít z obklíčení, ale bezvýsledně. Bitva skončila katastrofální porážkou ruské armády. Bylo zabito či zraněno 30 tisíc ruských vojáků, 92 tisíc jich skončilo v zajetí, probít z obklíčení se podařilo pouze 15 tisícům mužů. Německé ztráty činily 20 tisíc mrtvých a raněných.

## Následující události
4. září 1914 byla zahájena bitva u Mazurských jezer, jejímiž hlavními aktéry se stala 8. německá armáda a 1. ruská armáda generála Rennenkampfa. Ruské armádní sbory se potýkaly s týmiž problémy, jako Samsonovova vojska. Generál Žilinskij stejně vulgárním a nepromyšleným způsobem zasahoval i zde. Rennenkampfova armáda, která obsadila polovinu Východního Pruska, se začala pod soustředěnými a promyšlenými německými nápory 10. září stahovat od Mazurských jezer k ruským hranicím. Boje byly tvrdé a úporné a německý generální štáb byl nucen převelet dva armádní sbory a jeden sbor jezdectva z Francie. Díky této pomoci se podařilo Němcům vytlačit Rusy z Východního Pruska až k ruským hranicím.